# Homeland (Fernsehserie)/Staffel 6
Die sechste Staffel der US-amerikanischen Fernsehserie Homeland wurde 2017 erstmals im Fernsehen ausgestrahlt, beim US-Sender Showtime. Der deutsche Sender Sat.1 emotions übernahm ebenfalls 2017 die deutschsprachige Erstausstrahlung.

## Hauptfiguren
- Carrie Mathison: Ex-CIA-Agentin
- Saul Berenson: hochrangiger CIA-Mitarbeiter
- Peter Quinn: ehemaliger CIA-Geheimagent und Elitesoldat
- Dar Adal: Leitender CIA-Mitarbeiter
- Elizabeth Keane: zukünftige Präsidentin der USA („President-elect“)

## Handlung
| Nr. (ges.) | Nr. (St.) | Deutscher Titel               | Originaltitel           | Erstausstrahlung USA | Deutschsprachige Erstausstrahlung (D) | Regie               | Drehbuch                            |
| --- | --------- | ----------------------------- | ----------------------- | -------------------- | ------------------------------------- | ------------------- | ----------------------------------- |
| 61 | 1         | Leichte Beute                 | Fair Game               | 15. Jan. 2017        | 7. Juli 2017                          | Keith Gordon        | Alex Gansa, Ted Mann                |
| Carrie wohnt mit ihrer Tochter mittlerweile in New York City und arbeitet gemeinsam mit Rechtsanwalt Reda Hashem für eine gemeinnützige Organisation, die juristische Hilfe für muslimische Bürger anbietet. Peter Quinn ist von den Ereignissen in Berlin körperlich und seelisch schwer gezeichnet und wird in einem Militärhospital behandelt. Saul Berenson und Dar Adal arbeiten wieder für die CIA, wo Dar Adal in der Hierarchie mittlerweile über Berenson steht. In den USA hat Elizabeth Keane als erste Frau die Präsidentschaftswahlen gewonnen, ihr Amtsantritt steht noch bevor. Sie lässt sich von Dar Adal und Berenson über laufende CIA-Geheimaktionen unterrichten und hinterlässt bei beiden den Eindruck, dass sie die Befugnisse des Geheimdienstes massiv einschränken will. Daraufhin trifft sich Dar Adal mit einem hochrangigen Mossad-Vertreter. Der junge Muslim Sekou Bah dreht mit Hilfe seines Freundes Saad Mahsud an Terrorschauplätzen in New York kritische Videos, die er im Internet veröffentlicht. |           |                               |                         |                      |                                       |                     |                                     |
| 62 | 2         | Der Mann im Keller            | The Man In the Basement | 22. Jan. 2017        | 7. Juli 2017                          | Keith Gordon        | Chip Johannessen                    |
| Nachdem Peter unerlaubt das Krankenhaus verlassen hat, nimmt Carrie ihn bei sich zu Hause auf und lässt ihn in der Kellerwohnung wohnen. Sie bittet ihren alten Freund Max, auf Peter zu achten und dafür zu sorgen, dass er die Medikamente gegen seine epileptischen Anfälle einnimmt. In der Zwischenzeit übernimmt Reda die Verteidigung von Sekou, der vom FBI unter Terrorverdacht festgenommen wurde. Bei einem Treffen mit Rob Emmons, dem Stabschef der künftigen US-Präsidentin Keane, äußert Dar Adal den Verdacht, dass der Iran das Atomabkommen unterläuft und in Nordkorea heimlich Atomwaffen entwickelt. Saul besucht Carrie an ihrem Arbeitsplatz und konfrontiert sie mit dem Vorwurf, heimlich als Beraterin für Keane zu arbeiten. Zwar bestreitet Carrie diesen Vorwurf, sucht aber wenig später Keane auf und es stellt sich heraus, dass sie tatsächlich Keanes Beraterin für außenpolitische Fragen ist. Quinn verlangt von Carrie, dass sie ihm das Video des Sarin-Angriffs auf ihn in Berlin zeigt. |           |                               |                         |                      |                                       |                     |                                     |
| 63 | 3         | Zwingende Beweise             | The Covenant            | 29. Jan. 2017        | 14. Juli 2017                         | Lesli Linka Glatter | Ron Nyswaner                        |
| Carrie bekommt heraus, dass Sekous angeblicher Freund Saad ein Informant von FBI-Agent Ray Conlin ist. Ihr wird ein Telefonmitschnitt zugespielt, der dies beweist, und sie erpresst damit bei Conlin die Freilassung von Sekou. Saul Berenson wird nach Abu Dhabi geschickt, um dort gemeinsam mit dem Mossad einen iranischen Bankier zu verhören, der angeblich als Geldkurier für das iranische Atomprogramm in Nordkorea fungieren soll. Obwohl er keine eindeutige Bestätigung von Saul erhält, behauptet Dar Adal bei einem Treffen mit Keane, dass dem CIA Beweise für den Verstoß des Irans gegen das Atomabkommen vorlägen. Keane bespricht sich dazu mit Carrie, das Gespräch wird von Dar Adal abgehört. Quinn glaubt, dass Carries Haus von irgendjemandem beobachtet wird, und besorgt sich eine Waffe. Währenddessen reist Saul von Abu Dhabi ins Westjordanland, um dort seine Schwester zu besuchen. |           |                               |                         |                      |                                       |                     |                                     |
| 64 | 4         | Westjordanland                | A Flash of Light        | 12. Feb. 2017        | 14. Juli 2017                         | Lesli Linka Glatter | Patrick Harbinson, Alex Gansa       |
| Bei seinem Besuch im Westjordanland schleicht sich Saul in der Nacht fort und trifft General Javadi von der iranischen Revolutionsgarde. Er bittet ihn um ausdrückliche Bestätigung, dass der Iran das Atomabkommen verletzt. Am nächsten Morgen wird Saul vom Mossad in Gewahrsam genommen. Sekou feiert seine Freilassung, wird aber von Freunden verdächtigt, jetzt Informant des FBI zu sein. Er veröffentlicht daraufhin ein Video, in dem er alle Vorwürfe bestreitet und stattdessen Saad als Informant enttarnt. Quinn untersucht eine Wohnung gegenüber von Carries Haus und verfolgt den Mieter, von dem er glaubt, dass er das Haus von Carrie überwacht. Er verfolgt ihn bis zu dem Lieferdienst, bei dem Sekou arbeitet. Dar Adal konfrontiert Carrie mit seinem Wissen um ihren Beraterjob und warnt sie davor, Keane weiterhin Ratschläge zu erteilen. Sekou hat in der Zwischenzeit wieder als Kurierfahrer zu arbeiten begonnen. Auf einer Fahrt in Manhattan explodiert sein Lieferwagen, was als Terroranschlag eingestuft wird. Saul wird daraufhin vom Mossad freigelassen und in die USA zurückgeschickt. |           |                               |                         |                      |                                       |                     |                                     |
| 65 | 5         | Kein sicherer Ort             | Casus Belli             | 19. Feb. 2017        | 21. Juli 2017                         | Alex Graves         | Chip Johannessen                    |
| Sekou wird als Fahrer des explodierten Lieferwagens identifiziert und das FBI geht davon aus, dass er ein Terrorist sei. Carrie muss dringend beruflich weg und bittet Quinn, zu Hause auf ihre Tochter Frannie aufzupassen, bis das Kindermädchen eintrifft. Es wird öffentlich, dass Carrie für die Freilassung von Sekou verantwortlich ist, und ihr Haus wird von einer aufgebrachten Menge und von Journalisten belagert. Quinn glaubt, Franny und das Kindermädchen beschützen zu müssen, und bedroht eine Journalistin. Nachdem der wütende Mob Steine durch das Fenster geworfen hat, schießt Quinn und verletzt einen der Anwesenden vor dem Haus. Die mittlerweile eingetroffene Polizei behandelt den Vorfall daraufhin als Geiselnahme und zieht eine Spezialeinheit hinzu. Carrie kommt nach Hause zurück und versucht, die Situation aufzuklären. Doch es gelingt ihr nicht und die Spezialeinheit nimmt Quinn fest. Berenson bespricht mit Dar Adal die Vernehmung in Abu Dhabi und äußert den Verdacht, dass der Mossad diese inszeniert habe. Keane wurde in der Zwischenzeit an einen geheimen Ort gebracht und darf noch nicht einmal mit ihrem Stabschef Kontakt aufnehmen. Nach Quinns Verhaftung findet Carrie auf seinem Smartphone die Fotos, die er bei der Verfolgung des mutmaßlichen Überwachers gemacht hat. |           |                               |                         |                      |                                       |                     |                                     |
| 66 | 6         | Die Söhne und der Krieg       | The Return              | 26. Feb. 2017        | 21. Juli 2017                         | Alex Graves         | Charlotte Stoudt                    |
| Carrie kontaktiert FBI-Agent Conlin und zeigt ihm die Fotos. Er ermittelt, dass das Fahrzeug des Überwachers auf ein Unternehmen zugelassen ist. Bei seinen Ermittlungen am Unternehmenssitz stellt er fest, dass die Firma mit hochsensiblen Daten zu tun hat und über enorme technische Mittel verfügt. Quinn befindet sich mittlerweile in der geschlossenen Psychiatrie, wo Carrie ihn nach Intervention durch Conlin besuchen darf. Doch Quinn will mit ihr nichts mehr zu tun haben. Saul findet über einen alten Bekannten des russischen Geheimdienstes heraus, dass die Mossad-Agentin, die für das Verhör in Abu Dhabi zuständig war, Kontakt zu Dar Adal pflegt. Conlin bittet Carrie zu sich nach Hause, um mit ihr über seine Entdeckungen zu sprechen. Als Carrie dort ankommt, findet sie Conlin erschossen auf. Der Killer ist noch im Haus und greift Carrie an, doch es gelingt ihr die Flucht. Keane verlässt das Geheimversteck mit Hilfe der Haushälterin, die sie nach New York zurückfährt. Auf der Fahrt erfahren beide Frauen voneinander, dass jede von ihnen einen Sohn im Irakkrieg verloren hat. In einer ersten Stellungnahme vor der Presse spricht sich Keane gegen eine Verschärfung des Patriot Acts aus. Quinn wird von Unbekannten aus der Psychiatrie geholt und es stellt sich heraus, dass seine frühere Geliebte und BND-Agentin Astrid an der Aktion beteiligt ist. |           |                               |                         |                      |                                       |                     |                                     |
| 67 | 7         | Verraten und verkauft         | Imminent Risk           | 5. März 2017         | 28. Juli 2017                         | Tucker Gates        | Ron Nyswaner                        |
| Offenbar aufgrund der vorgeblichen Geiselnahme durch Quinn wird Carries Tochter Franny vom Jugendamt in Obhut genommen. Bei einer gerichtlichen Anhörung präsentiert das Jugendamt Informationen über Quinns Vergangenheit und Carries bipolare Störung, sodass das Gericht Frannys Unterbringung bei einer Pflegefamilie anordnet. Es stellt sich heraus, dass Dar Adal dem Jugendamt diese Informationen zugespielt hat. Währenddessen findet sich Quinn in einer entlegenen Waldhütte an einem See und in der Obhut von Astrid wieder. Dar Adal besucht ihn und erklärt ihm, dass Carries Versuch, ihn in Berlin aus dem Koma zu wecken, für seinen Gesundheitszustand verantwortlich ist. General Javadi trifft in New York ein, um sich mit Saul zu treffen. Der iranische Geheimdienst nimmt ihn jedoch gefangen, wirft ihm Hochverrat vor und foltert ihn. Javadi wird von einem loyalen Mitarbeiter befreit und trifft sich mit Saul. Er bestätigt, dass das Verhör in Abu Dhabi inszeniert war und dass es kein geheimes iranisches Atomwaffenprogramm in Nordkorea gibt. Saul bittet ihn, diese Aussage gegenüber Keane zu wiederholen. Javadi ist dazu bereit, wenn ihm politisches Asyl gewährt und Zugang zu den von der Revolutionsgarde veruntreuten Geldern verschafft wird. Carrie leidet unter der Trennung von ihrer Tochter und bittet in betrunkenem Zustand Keane um Hilfe, welche ihr diese verweigert. |           |                               |                         |                      |                                       |                     |                                     |
| 68 | 8         | Alternative Wahrheiten        | Alt. Truth              | 12. März 2017        | 28. Juli 2017                         | Lesli Linka Glatter | Patrick Harbinson                   |
| Saul bittet Carrie um ihre Mithilfe dabei, ein Treffen zwischen Keane und General Javadi zu arrangieren. Doch sie ist verzweifelt und verweigert ihre Hilfe. Daraufhin gelingt es Saul, sie zu überzeugen, indem er ihr zeigt, wo Franny jetzt wohnt und dass es ihr gut geht. Bei dem Treffen mit Keane bestätigt Javadi hingegen das geheime Atomwaffenprogramm der Iraner in Nordkorea und sagt damit das genaue Gegenteil von dem, was zuvor Saul erzählt hat. Offenbar hat Javadi sich auf die Seite von Dar Adal geschlagen, weil er diesen für nützlicher hält. Quinn glaubt, den Killer von Conlin gesehen zu haben. Er vertraut Astrid nicht mehr und entlädt heimlich ihre Pistole. Als der Killer am Versteck eintrifft, kann sich Astrid deshalb nicht wehren und wird von ihm erschossen. Anschließend versucht er, auch Quinn zu töten, der sich durch einen Sprung in den See retten kann und ihn so glauben lässt, ertrunken zu sein. |           |                               |                         |                      |                                       |                     |                                     |
| 69 | 9         | Die Lügenfabrik               | Sock Puppets            | 19. März 2017        | 4. Aug. 2017                          | Dan Attias          | Chip Johannessen, Evan Wright       |
| Dar Adal verrät General Javadis Aufenthalt in einem New Yorker Hotel an den Mossad. Zwar gelingt es Javadi, Carrie und Saul zu benachrichtigen, doch als beide ankommen, wurde er bereits vom Mossad entführt. Sie entdecken das Handy von Javadi und finden darauf die Beweise dafür, dass das Verhör in Abu Dhabi vom Mossad inszeniert wurde, und unterrichten Keane über den Verdacht, dass sich Dar Adal gemeinsam mit dem Mossad gegen sie verschworen hat. In der Zwischenzeit ermittelt Max auf eigene Faust in dem Unternehmen, das Conlin bereits untersucht hatte. Dort stellt er fest, dass hinter dem Unternehmen der TV-Moderator Brett O’Keefe steckt. Zweck des Unternehmens ist das Anlegen und Betreiben zahlloser Fake-Accounts in den sozialen Medien, die O’Keefes gegen Keane gerichtete Propaganda unterstützen sollen. Unterdessen soll der US-Generalstaatsanwalt den Fall Dar Adal untersuchen, doch ihm reichen die Beweise nicht aus. Quinn besucht Dar Adal zu Hause und konfrontiert ihn mit dem Tod von Astrid. Er schlägt Dar Adal nieder und verlässt das Haus. Aber er bleibt in der Nähe, sodass er ein Telefonat zwischen Dar Adal und dem Killer mithören kann, der sich als Ex-Soldat Belli herausstellt. Als Dar Adal Belli fragt, warum er entgegen seiner Anweisung Quinn töten wollte, verweist dieser darauf, dass er von anderer Seite die entsprechenden Anweisungen erhalten habe. |           |                               |                         |                      |                                       |                     |                                     |
| 70 | 10        | Feigheit liegt in der Familie | The Flag House          | 26. März 2017        | 4. Aug. 2017                          | Michael Klick       | Alex Gansa, Howard Gordon           |
| Quinn verfolgt Belli bis zu dessen Haus. Dabei handelt es sich um dasselbe Haus, von dem aus Quinn zu seiner aktiven Zeit zu Geheimaufträgen aufgebrochen ist. Er schließt daraus, dass Belli zu derselben Spezialeinheit gehört wie er einst. Als weitere Männer eintreffen, kann Quinn einen Blick in die Garage erhaschen und sieht dort einen Lieferwagen stehen, wie ihn Sekou bei dem angeblichen Terroranschlag gefahren hat. Nach einem Streit mit Keane kontaktiert Dar Adal O’Keefe und fordert ihn auf, ein Video des Einsatzes zu veröffentlichen, bei dem Keanes Sohn ums Leben kam. O’Keefe veröffentlicht einen Ausschnitt des Videos mit der Aussage, Keanes Sohn sei aus Feigheit vor dem Feind davongelaufen. Max beobachtet an seiner neuen Arbeitsstelle ein Treffen zwischen O’Keefe und Dar Adal und schickt Carrie ein Video davon. Carries erstes Treffen mit Franny wurde abgesagt, weil diese angeblich krank ist. Nun schaltet sich Keane ein und das Treffen kann doch stattfinden. Carrie trifft Quinn, der sich in einem Haus gegenüber von Bellis Haus eingerichtet hat. Saul, der im Ausland untertauchen möchte, will sich von Carrie verabschieden, trifft sie aber zu Hause nicht an und sieht stattdessen auf Carries Laptop das Video mit Dar Adal und O’Keefe. |           |                               |                         |                      |                                       |                     |                                     |
| 71 | 11        | R für Romeo                   | R Is For Romeo          | 2. Apr. 2017         | 11. Aug. 2017                         | Claire Danes        | Chip Johannessen, Patrick Harbinson |
| Quinn berichtet Carrie von seinen Beobachtungen und von dem Lieferwagen in der Garage. Daraufhin dringt sie in das Haus ein und wird dort von Belli attackiert. Noch bevor er sie töten kann, erscheint Quinn, kann Carrie befreien und prügelt Belli voller Rachsucht zu Tode. Saul unterrichtet Keane über die Verbindung zwischen O’Keefe und Dar Adal, woraufhin sie eine Einladung in O’Keefes TV-Show annimmt. Dort beschuldigt sie ihn, die Internet-Klickzahlen des Videos manipuliert zu haben, und kündigt an, dass sie nach ihrem Amtsantritt mit aller Härte gegen ihn und alle Verbreiter von Fake News vorgehen werde. Max wurde zwischenzeitlich unter Arrest gestellt, weil er während der Arbeit für O’Keefes Unternehmen unerlaubt sein Handy benutzt hat. Zu seiner Überraschung befreit ihn Dar Adal, der ihn im Gegenzug dazu zwingt, sich in den Computer von O’Keefe zu hacken. Dort finden beide eine Website und zahlreiche Onlineprofile, die angeblich zu Quinn gehören und ihn als labilen Ex-Soldaten darstellen, der Keane töten will. In der Zwischenzeit untersucht das FBI mit Hilfe von Carrie und Quinn das Haus des Killers. Carrie und Quinn stellen fest, dass die Männer der Spezialeinheit einen bislang noch nicht bekannten Auftrag direkt in New York bekommen haben. Als das FBI das Garagentor öffnen will, gibt es eine schwere Explosion, die Carrie und Quinn nahezu unverletzt überleben. |           |                               |                         |                      |                                       |                     |                                     |
| 72 | 12        | Todeszone                     | America First           | 9. Apr. 2017         | 11. Aug. 2017                         | Lesli Linka Glatter | Alex Gansa, Ron Nyswaner            |
| Dar Adal verhört einen seiner Mitverschwörer und muss erkennen, dass aus der von ihm mit initiierten Verschwörung ohne sein Mitwissen ein Mordkomplott geworden ist. Seine Mitverschwörer um General McClendon planen, Keane zu ermorden und Quinn dafür verantwortlich zu machen. Währenddessen erreicht Keane die Nachricht, dass sich in ihrem Hauptquartier eine Bombe befindet, und sie soll umgehend aus dem Gebäude gebracht werden. Carrie, von Dar Adal über die Mordpläne unterrichtet, verhindert dies, denn der Plan sieht eine Ermordung Keanes auf offener Straße vor. Es gelingt ihr zusammen mit Quinn, Keane in einem Van sicher aus dem Gebäude zu schaffen. Bei dem Feuergefecht mit den Spezialkräften wird Quinn jedoch getötet. Sechs Wochen später arbeitet Carrie in einem nicht näher bezeichneten Arbeitsverhältnis für die nunmehr ernannte Präsidentin Keane und erhält von ihr das Angebot, künftig als ihre Senior-Beraterin im Weißen Haus tätig zu werden. In einer Besprechung versichert Carrie im Auftrag der Präsidentin hochrangigen Militärs und Geheimdienstmitarbeitern, darunter Saul Berenson, dass sie nicht für die Verschwörung verantwortlich gemacht werden. Berenson besucht den inhaftierten Dar Adal, der ihm erneut versichert, dass ihm sein ursprünglicher Plan entglitten sei. Wieder zu Hause, erhält Carrie einen Anruf von Saul, der gerade verhaftet wird, und sie erfährt von einer Verhaftungswelle entgegen ihrer Aussage in der Besprechung. Aufgebracht will sie Präsidentin Keane zur Rede stellen, diese hört sie zwar durch die geschlossene Tür, empfängt sie aber nicht. Stattdessen wird Carrie von Sicherheitsbeamten aus dem Weißen Haus gebracht. |           |                               |                         |                      |                                       |                     |                                     |

## Kritiken
Deutsch:
- Nils Jacobsen: Homeland-Staffel-6-Finale: Die gescheiterte Anpassung an die Trump-Ära, in: Meedia vom 10. April 2017
- Lukas Jenker: Warum die US-Serie bald am Ende ist, in: Stuttgarter Nachrichten vom 14. April 2017
- Sebastian Stumbek: "Homeland" – Staffel 6 – Kritik. In: moviebreak.de, 10. November 2017

Englisch:
- Sophie Gilbert: The Trouble With Homeland’s Political Realism, in: The Atlantic vom 10. April 2017
- Daniel Fienberg: Critic's Notebook: 'Homeland' Closes Repetitious Season 6 With Death, Paranoia and Sadness, in: The Hollywood Reporter vom 10. April 2017
- Max Cea: Surprise! The twists in the “Homeland” season 6 finale pay off, in: Salon.com vom 11. April 2017